# Îlot de sénescence

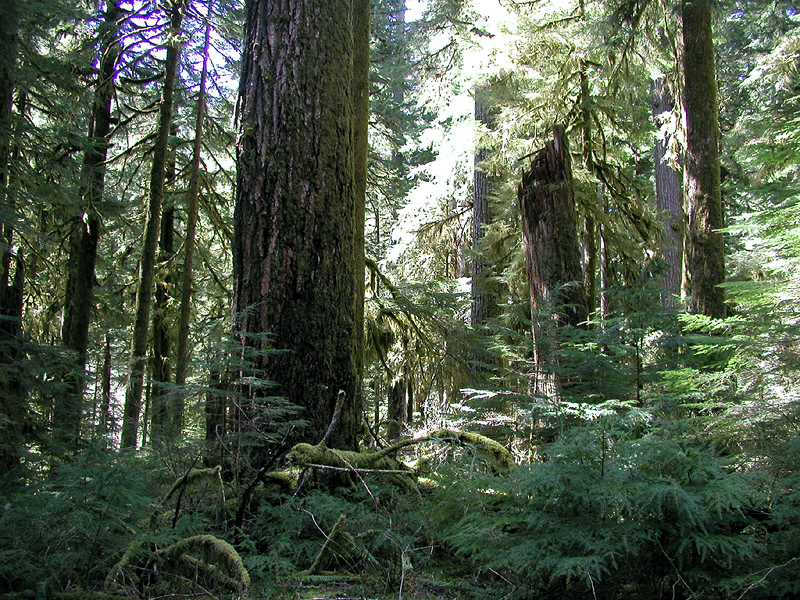
Aspect sauvage d'un îlot de sénescence.

En forêt, un « îlot de sénescence » est une zone volontairement abandonnée à une évolution spontanée de la nature jusqu'à l'effondrement complet des arbres (chablis) et reprise du cycle sylvigénétique. Il ne doit pas être confondu avec l'« îlot de vieillissement » qui n'est conservé que provisoirement (et géré avec un objectif sylvicole). 
C'est un des moyens de soutien de la biodiversité forestière en favorisant des espèces et habitats liés au bois mort et aux arbres sénescents (porteurs de cavité et abritant davantage d'épiphytes). 
Ils offrent des habitats qui améliorent la « naturalité » des forêts : on peut y trouver des arbres grands et vieux ainsi que du bois mort, comme on en trouverait dans une forêt naturelle, pour permettre la survie des espèces dépendantes de ces milieux. 
Ces sites ne sont pas eux-mêmes gérés, mais il ne s'agit pas non plus d'un « abandon » ; cette « non-gestion » est un élément à part entière du plan de gestion (gestion durable de la forêt).
Pour des raisons de sécurité des promeneurs éventuels, ces îlots sont généralement mis en place à distance suffisante des voies de circulation publiques.

## Éléments de définition
Les îlots de sénescence ont en France été définis en 2009 par l'ONF comme suit :
« Petit peuplement laissé en évolution libre sans intervention culturale et conservé jusqu'à son terme physique, c'est-à-dire jusqu'à l'effondrement des arbres. Les îlots de sénescence sont composés d'arbres de faible valeur économique et qui présentent une valeur biologique particulière (gros bois à cavité, vieux bois sénescents…). Les îlots de sénescence sont donc préférentiellement recrutés dans des peuplements de qualité technologique moyenne à médiocre, des peuplements peu accessibles, des séries boisées d'intérêt écologique… Pour des raisons de sécurité et de responsabilité, ils sont choisis hors des lieux fréquentés par le public. »

## Fonctions
- Ils sont ou deviennent aussi des Îlots de vieux bois conservés jusqu'à leur mort[2] et des zones où le forestier accorde une durée de vie naturelle aux arbres sénescents et à cavité. Ces îlots permettent la survie de nombreuses espèces entièrement dépendantes du cycle terminal (sénescent et chablis + longue décomposition des bois durs) de la sylvogenèse, alors que les gros bois et très gros bois sont ailleurs en déficit (par rapport à la forêt naturelle), et en régression parfois, à la suite d'une stratégie de sylviculture dynamique.
- En tant que « refuges biologiques »[3] ils doivent jouer un rôle de substitut à la forêt ancienne pour assurer la survie de nombreuses espèces typiques des forêts mûres ou « surannées ». Ces espèces constituent une grande partie de la biodiversité des forêts, notamment pour le monde des champignons et des invertébrés, mais aussi pour les bryophytes[4],[5]), ils constituent l'un des critères de gestion durable des forêts.
- Leur utilité n'est plus discutée, mais des questions se posent encore quant à leur surface ou proportion minimale, quant à leur situation dans les massifs boisés, ou quant au degré de connectivité écologique à conserver d'une part entre les îlots et d'autre part avec le reste de la forêt.

## Choix de positionnement
Il est recommandé de mettre en place un réseau écologiquement pertinent d'îlots, dans le cadre d'une gestion adaptative de la forêt. 
- Le gestionnaire peut profiter d'un chablis dans un boisement déjà ancien pour y installer à peu de frais une zone de sénescence, mais cette zone ne sera pas nécessairement la plus propice à la biodiversité.
- l'objectif étant d'y sauvegarder le cortège d'espèces typiques des forêts mûres et surannées dont certains champignons, lichens et invertébrés à faible capacité de dispersion (les bryophytes semblent un peu plus mobiles[6]), il convient de judicieusement disposer les îlots, en archipels d'îlots de manière à permettre et entretenir une connectivité nécessaire et suffisante avec des « milieux-sources » de spores, graines et autres propagules d'espèces associées aux stades sénescents de la forêt et du bois (dont racines dans le sol), et ceci pour chaque type de peuplement et habitat caractéristique d'un massif (Cf. « typologie forestière »), surtout s'il est menacé.
- Pour établir ce réseau, le gestionnaire peut utiliser quelques biodindicateurs. Ainsi, en forêt (y compris feuillue), la richesse et variété d'une zone en lichens épiphytes et épixyles semble bien corrélée avec l'écopotentialité du site[7] mais aussi avec sa valeur de refuge pour des espèces menacées (plus d'espèce de liste rouge)[7]. Cette richesse est donc un indicateur utile pour le choix du lieu de création d'îlots de vieillissement et d'îlots de sénescence[7].

## Contexte français
- Ces îlots complètent les efforts de protection du bois-mort d'abord faits par les parcs nationaux et les gestionnaires de réserves naturelles ;
- En forêt domaniale, ils font partie d'un ensemble de mesures mises en place depuis années 1990 (après le sommet de la Terre de Rio), par l'ONF d'abord (1993), dans le cadre d'une stratégie de meilleure prise en compte de la biodiversité  dans l'aménagement forestier[8] et dans la gestion forestière[8] qui a commencé avec la protection de quelques arbres morts et du bois mort au sol et s'est notamment prolongé par la création d' Îlots de vieillissement moins intéressants pour la biodiversité car provisoires, mais néanmoins propices à un recru de bois mort au sol, d'arbres morts et d'arbres à cavité[9],[10], toujours dans le cadre de la protection de la biodiversité[11].

### Statistiques
- France : Observatoires national de la biodiversité Volume de très gros bois vivant et morts dans les sylvo-écorégions pour 2009-2010, d'après sources IGN & IFN 2012